# Новинка (Югское сельское поселение)
Новинка — деревня в Череповецком районе Вологодской области.
Входит в состав Югского сельского поселения (с 1 января 2006 года по 8 апреля 2009 года входила в Шалимовское сельское поселение), с точки зрения административно-территориального деления — в Мусорский сельсовет.
Расстояние до районного центра Череповца по автодороге — 81 км, до центра муниципального образования Нового Домозерова по прямой — 39 км. Ближайшие населённые пункты — Новая, Спас-Лом, Токовые.
По переписи 2002 года население — 72 человека (34 мужчины, 38 женщин). Всё население — русские.